# Slag bij Chora
De Slag bij Chora was een veldslag in en nabij de stad Ali Shirzai in de Chora vallei in de Afghaanse provincie Uruzgan tussen 15 juni en 19 juni 2007. Het was een gevecht tussen de ISAF en Afghaanse overheidsfunctionarissen enerzijds, en Talibanstrijders anderzijds. Er werd gevochten om Chora, dat voor de Taliban van groot strategisch belang is. Het gevecht was het hevigste dat jaar in Afghanistan en kostte aan meer dan 250 mensen het leven.

## Aanloop
De provincie Uruzgan, een gebied met veel Taliban, werd beveiligd door 1.400 Nederlandse militairen, 100 Australische militairen en een onbekend aantal Afghaanse eenheden. Omdat het gebied te groot is om door 1.500 militairen te kunnen controleren, hadden de Nederlanders een aantal controleposten opgezet, die door lokale Afghaanse militairen werden bemand. Sommige van deze controleposten stonden rondom de strategische stad Chora, die werd bewaakt door 100 Afghaanse politieambtenaren.
Om het vertrouwen van de lokale bevolking te winnen en te onderhouden, hielpen Nederlandse troepen met het bouwen van onder andere een school, een moskee en een brug. Voor deze werkzaamheden waren 60 Nederlandse soldaten gelegerd in Chora.
Een aantal dagen voor de slag, verzamelden zich vele Talibanstrijders in de bergen rondom Chora. Signalen van deze troepenverplaatsingen bereikten de coalitietroepen en de Afghaanse overheid.

## De slag
Op vrijdagavond 15 juni waren er enkele schietincidenten rondom Chora. In de morgen werd een Nederlands konvooi in Tarin Kowt, 16 kilometer van Kamp Holland, slachtoffer van een zelfmoordaanslag, waardoor de 20-jarige soldaat Timo Smeehuijzen om het leven kwam. De Nederlanders gingen ervan uit dat deze aanslag specifiek gericht is op Nederlandse soldaten. Na evaluatie bleek deze aanslag te maken te hebben gehad met een vrouwenbijeenkomst die dag.
Op zaterdagmorgen 16 juni werden de drie Afghaanse politieposten Kala Kala, Nyazi en Sarab, in de Chora vallei, tegelijkertijd aangevallen door 500 tot 1500 Talibanstrijders. Nederlands troepen verspreidden zich in Chora en de lokale bevolking schoot te hulp bij de Afghaanse politieposten. Om het moreel te verlagen, executeerden de Taliban twee broers van de commandant van de politiepost Sarab. Dezelfde dag nog werden de Nederlandse en Afghaanse troepen uit hun controleposten verdreven en werden in het nauw gedreven in het centrum van de stad.
De Nederlandse troepen verzamelden zich rondom het stadhuis en namen om 19:25 uur contact op met kolonel Hans van Griensven in Tarin Kowt om de beslissing te nemen of de troepen zich moesten terugtrekken of niet. Zonder contact op te nemen met ISAF of Den Haag beval Griensven stand te houden. In de avond arriveerden Nederlandse versterkingen onder leiding van luitenant-kolonel Rob Querido in Chora. Ondertussen verspreidden Australische speciale eenheden zich als een schild tussen de Baluchi Vallei en Mirabad. Nederlandse speciale eenheden voerden tegelijkertijd operaties uit die voor de Taliban zo'n gevaar vormden, dat zij honderden Talibanstrijders van het strijdveld in Chora naar zich toe trokken.
Op zaterdag 16 juni kwam ook sergeant Roy P. Lewsader om toen zijn voertuig geraakt werd door een raket.
Op zondag 17 juni en maandag 18 juni arriveerden meer Nederlandse versterkingen uit Kamp Holland en Kamp Hadrian Deh Rawod, waardoor het aantal Nederlandse troepen in Chora op 500 kwam.
Toen de balans van het gevecht veranderde, dwongen Talibanstrijders burgers met hen mee te vechten. Wie hier niet aan gehoorzaamde, werd meteen geëxecuteerd. Talibanstrijders gebruikten burgerwoningen als schuilplaats, waardoor NAVO-bombardementen veel burgerslachtoffers maakten. Talibanstrijders bevestigden zware verliezen door luchtbombardementen en vuurgevechten. Voor die luchtbombardementen waren op een gegeven moment alle zes van de Nederlandse F-16's in de lucht.
In de nacht van zondag 17 juni op maandag 18 juni ontplofte, tijdens het laden van een 81 mm mortier, de granaat in de schietbuis, waardoor de 44-jarige Nederlandse sergeant-majoor Jos Leunissen om het leven kwam en drie van zijn collega's gewond raakten.
Op maandag 18 juni trokken de Talibanstrijders zich terug in de bergen en lieten de stad zwaar beschadigd, maar in handen van de ISAF, achter.
Op dinsdag 19 juni heroverden de Nederlandse en Afghaanse troepen de controleposten.

## Burgerdoden
Tijdens de slag zijn er tussen de 50 en 100 Afghaanse burgers gewond geraakt.
Er vielen tussen de 50 en 80 burgerdoden.
Uit hospitaalmeldingen en rapportages is gebleken dat de Taliban op brute wijze burgers om het leven hebben gebracht. Er werden burgers geëxecuteerd die niet mee wilden vechten met de Taliban.
Ook vielen veel burgerslachtoffers door de inzet van een Nederlandse pantserhouwitser die vanaf Kamp Holland, op 30 kilometer afstand, in vier dagen tijd 134 granaten op het strijdtoneel vuurde. 32 daarvan werden afgevuurd in de nacht van 16 op 17 juni, zonder dat de vereiste militaire waarnemers ter plekke zijn om aanwijzingen te geven. Dit leverde naderhand veel kritiek op van onder meer president Hamid Karzai van Afghanistan.
Een onderzoeksrapport van de UNAMA en AIHRC concludeerde later dat de slachtoffers voornamelijk veroorzaakt werden door de strijdmethoden van de Taliban. De coalitietroepen hadden proportioneel gehandeld, gezien de ontstane situatie. Voldoende voorzorg was genomen om slachtoffers onder de burgerbevolking zo veel mogelijk te minimaliseren.